# NFL Draft 2021

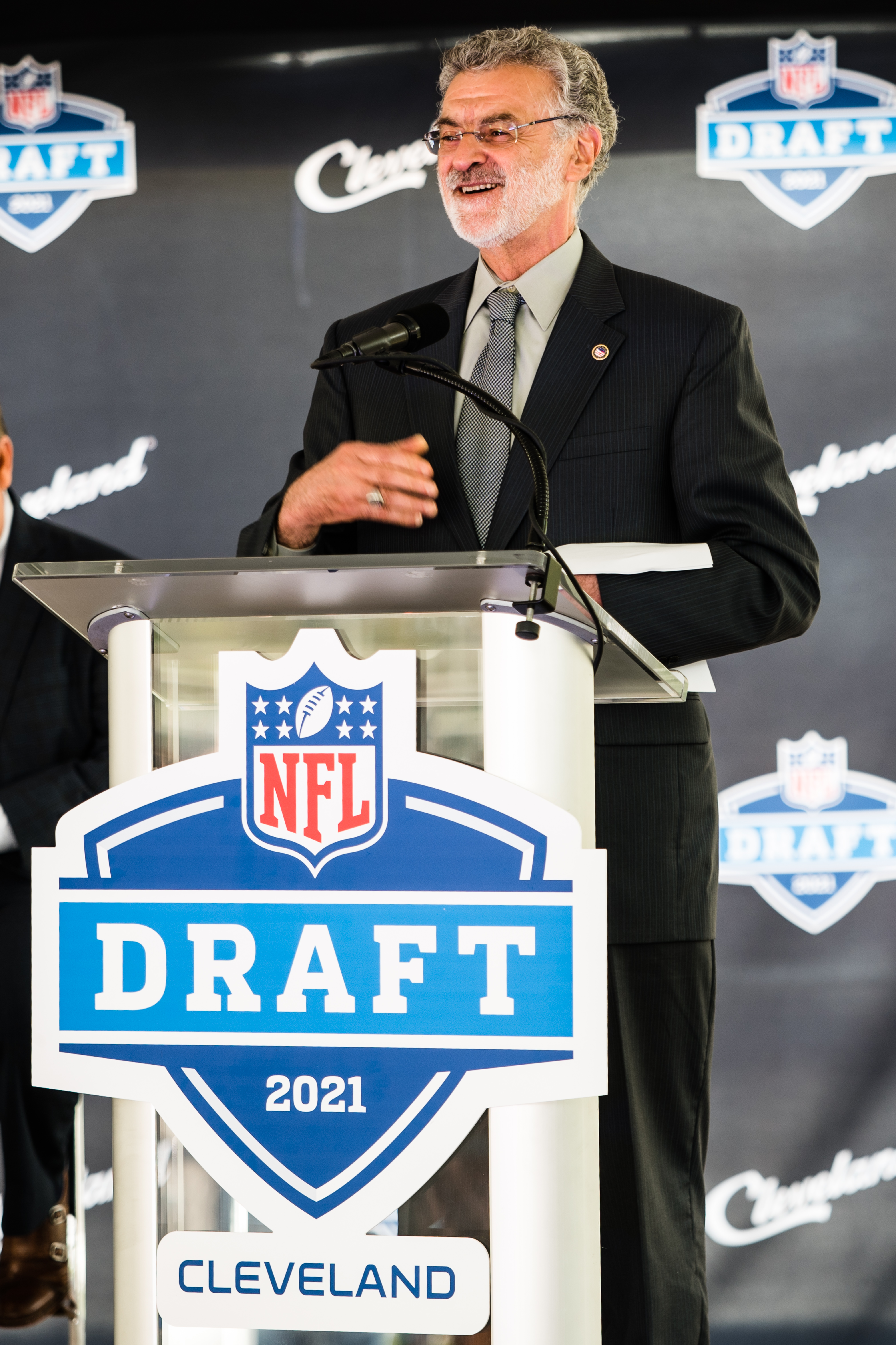

Der NFL Draft 2021 war der 86. Auswahlprozess neuer Spieler (Draft) im American Football für die Saison 2021 der National Football League (NFL). Der Draft fand vom 29. April bis zum 1. Mai 2021 in Cleveland, Ohio statt.

## Vergabeprozess
Der Austragungsort wurde am 22. Mai 2019 während des NFL Spring League Meeting bekannt gegeben. Dabei wurde von den verbleibenden Städten, welche sich 2020 beworben hatten, ausgewählt. Cleveland wurde für 2021 ausgewählt und Kansas City für 2023. Da der NFL Draft 2020 aufgrund der COVID-19-Pandemie nicht in Las Vegas stattfinden konnte, wird der NFL Draft 2022 in Las Vegas stattfinden. Denver, der letzte verbleibende Kandidat, zog seine Kandidatur zurück.

## Underclassmen
Um auswählbar zu sein, müssen die Spieler mindestens seit drei Jahren ihren Highschool-Abschluss gemacht haben. Die Ausschlussfrist für die jüngeren Spieler für den Draft war der 18. Januar 2021. Insgesamt 98 Spieler nutzen diese Möglichkeit und meldeten sich trotz Spielberechtigung am College für den NFL Draft an.

## Übertragung
In den Vereinigten Staaten übertrugen ABC, ESPN und NFL Network den Draft. In Deutschland übertrug ProSieben Maxx die erste Runde des Draftes. Außerdem wurden auf ran.de und DAZN alle Runden übertragen.

## Ausgewählte Spieler
Springe zu Runde:
2 |
3 |
4 |
5 |
6 |
7
| Runde | Auswahl | Team                     | Spieler                 | Position         | College              | Conference     | Bemerkungen                                                         |
| ----- | ------- | ------------------------ | ----------------------- | ---------------- | -------------------- | -------------- | ------------------------------------------------------------------- |
| 1     | 1       | Jacksonville Jaguars     | Trevor Lawrence         | Quarterback      | Clemson              | ACC            |                                                                     |
| 1     | 2       | New York Jets            | Zach Wilson             | Quarterback      | BYU                  | Unabhängig     |                                                                     |
| 1     | 3       | San Francisco 49ers      | Trey Lance              | Quarterback      | North Dakota State   | MVFC           | Pick von den Texans via Dolphins erhalten                           |
| 1     | 4       | Atlanta Falcons          | Kyle Pitts              | Tight End        | Florida              | SEC            |                                                                     |
| 1     | 5       | Cincinnati Bengals       | Ja’Marr Chase           | Wide Receiver    | LSU                  | SEC            |                                                                     |
| 1     | 6       | Miami Dolphins           | Jaylen Waddle           | Wide Receiver    | Alabama              | SEC            | Pick von den Eagles erhalten                                        |
| 1     | 7       | Detroit Lions            | Penei Sewell            | Offensive Tackle | Oregon               | Pac-12         |                                                                     |
| 1     | 8       | Carolina Panthers        | Jaycee Horn             | Cornerback       | South Carolina       | SEC            |                                                                     |
| 1     | 9       | Denver Broncos           | Patrick Surtain II      | Cornerback       | Alabama              | SEC            |                                                                     |
| 1     | 10      | Philadelphia Eagles      | DeVonta Smith           | Wide Receiver    | Alabama              | SEC            | Pick von den Cowboys erhalten; 2020 Heisman Trophy Gewinner         |
| 1     | 11      | Chicago Bears            | Justin Fields           | Quarterback      | Ohio State           | Big Ten        | Pick von den Giants erhalten                                        |
| 1     | 12      | Dallas Cowboys           | Micah Parsons           | Linebacker       | Penn State           | Big Ten        | Pick von den Dolphins via 49ers und Eagles erhalten                 |
| 1     | 13      | Los Angeles Chargers     | Rashawn Slater          | Offensive Tackle | Northwestern         | Big Ten        |                                                                     |
| 1     | 14      | New York Jets            | Alijah Vera-Tucker      | Guard            | USC                  | Pac-12         | Pick von den Vikings erhalten                                       |
| 1     | 15      | New England Patriots     | Mac Jones               | Quarterback      | Alabama              | SEC            |                                                                     |
| 1     | 16      | Arizona Cardinals        | Zaven Collins           | Linebacker       | Tulsa                | AAC            |                                                                     |
| 1     | 17      | Las Vegas Raiders        | Alex Leatherwood        | Offensive Tackle | Alabama              | SEC            |                                                                     |
| 1     | 18      | Miami Dolphins           | Jaelan Phillips         | Defensive End    | Miami                | ACC            |                                                                     |
| 1     | 19      | Washington Football Team | Jamin Davis             | Linebacker       | Kentucky             | SEC            |                                                                     |
| 1     | 20      | New York Giants          | Kadarius Toney          | Wide Receiver    | Florida              | SEC            | Pick von den Bears erhalten                                         |
| 1     | 21      | Indianapolis Colts       | Kwity Paye              | Defensive End    | Michigan             | Big Ten        |                                                                     |
| 1     | 22      | Tennessee Titans         | Caleb Farley            | Cornerback       | Virginia Tech        | ACC            |                                                                     |
| 1     | 23      | Minnesota Vikings        | Christian Darrisaw      | Offensive Tackle | Virginia Tech        | ACC            | Pick von den Seahawks via Jets erhalten                             |
| 1     | 24      | Pittsburgh Steelers      | Najee Harris            | Runningback      | Alabama              | SEC            |                                                                     |
| 1     | 25      | Jacksonville Jaguars     | Travis Etienne          | Runningback      | Clemson              | ACC            | Pick von den Rams erhalten                                          |
| 1     | 26      | Cleveland Browns         | Greg Newsome II         | Cornerback       | Northwestern         | Big Ten        |                                                                     |
| 1     | 27      | Baltimore Ravens         | Rashod Bateman          | Wide Receiver    | Minnesota            | Big Ten        |                                                                     |
| 1     | 28      | New Orleans Saints       | Payton Turner           | Defensive End    | Houston              | AAC            |                                                                     |
| 1     | 29      | Green Bay Packers        | Eric Stokes             | Cornerback       | Georgia              | SEC            |                                                                     |
| 1     | 30      | Buffalo Bills            | Gregory Rousseau        | Defensive End    | Miami                | ACC            |                                                                     |
| 1     | 31      | Baltimore Ravens         | Odafe Oweh              | Defensive End    | Penn State           | Big Ten        | Pick von den Chiefs erhalten                                        |
| 1     | 32      | Tampa Bay Buccaneers     | Joe Tryon               | Linebacker       | Washington           | Pac-12         |                                                                     |
| 2     | 33      | Jacksonville Jaguars     | Tyson Campbell          | Cornerback       | Georgia              | SEC            |                                                                     |
| 2     | 34      | New York Jets            | Elijah Moore            | Wide Receiver    | Ole Miss             | SEC            |                                                                     |
| 2     | 35      | Denver Broncos           | Javonte Williams        | Runningback      | North Carolina       | ACC            | Pick von den Falcons erhalten                                       |
| 2     | 36      | Miami Dolphins           | Jevon Holland           | Safety           | Oregon               | Pac-12         | Pick von den Texans erhalten                                        |
| 2     | 37      | Philadelphia Eagles      | Landon Dickerson        | Center           | Alabama              | SEC            |                                                                     |
| 2     | 38      | New England Patriots     | Christian Barmore       | Defensive Tackle | Alabama              | SEC            | Pick von den Bengals erhalten                                       |
| 2     | 39      | Chicago Bears            | Teven Jenkins           | Offensive Tackle | Oklahoma State       | Big 12         | Pick von den Panthers erhalten                                      |
| 2     | 40      | Atlanta Falcons          | Richie Grant            | Safety           | Central Florida      | AAC            | Pick von den Broncos erhalten                                       |
| 2     | 41      | Detroit Lions            | Levi Onwuzurike         | Defensive Tackle | Washington           | Pac-12         |                                                                     |
| 2     | 42      | Miami Dolphins           | Liam Eichenberg         | Offensive Tackle | Notre Dame           | Unabhängig     | Pick von den Giants erhalten                                        |
| 2     | 43      | Las Vegas Raiders        | Trevon Moehrig          | Safety           | TCU                  | Big-12         | Pick von den 49ers erhalten                                         |
| 2     | 44      | Dallas Cowboys           | Kelvin Joseph           | Cornerback       | Kentucky             | SEC            |                                                                     |
| 2     | 45      | Jacksonville Jaguars     | Walker Little           | Offensive Tackle | Stanford             | Pac-12         | Pick von den Vikings erhalten                                       |
| 2     | 46      | Cincinnati Bengals       | Jackson Carman          | Guard            | Clemson              | ACC            | Pick von den Patriots erhalten                                      |
| 2     | 47      | Los Angeles Chargers     | Asante Samuel Jr.       | Cornerback       | Florida State        | ACC            |                                                                     |
| 2     | 48      | San Francisco 49ers      | Aaron Banks             | Guard            | Notre Dame           | Unabhängig     | Pick von den Raiders erhalten                                       |
| 2     | 49      | Arizona Cardinals        | Rondale Moore           | Wide Receiver    | Purdue               | Big Ten        |                                                                     |
| 2     | 50      | New York Giants          | Azeez Ojulari           | Linebacker       | Georgia              | SEC            | Pick von den Dolphins erhalten                                      |
| 2     | 51      | Washington Football Team | Samuel Cosmi            | Offensive Tackle | Texas                | Big 12         |                                                                     |
| 2     | 52      | Cleveland Browns         | Jeremiah Owusu-Koramoah | Linebacker       | Notre Dame           | Unabhängig     | Pick von den Bears via Panthers erhalten                            |
| 2     | 53      | Tennessee Titans         | Dillon Radunz           | Offensive Tackle | North Dakota State   | MVFC           |                                                                     |
| 2     | 54      | Indianapolis Colts       | Dayo Odeyingbo          | Defensive End    | Vanderbilt           | SEC            |                                                                     |
| 2     | 55      | Pittsburgh Steelers      | Pat Freiermuth          | Tight End        | Penn State           | Big Ten        |                                                                     |
| 2     | 56      | Seattle Seahawks         | D’Wayne Eskridge        | Wide Receiver    | Western Michigan     | MAC            |                                                                     |
| 2     | 57      | Los Angeles Rams         | Tutu Atwell             | Wide Receiver    | Louisville           | ACC            |                                                                     |
| 2     | 58      | Kansas City Chiefs       | Nick Bolton             | Linebacker       | Missouri             | SEC            | Pick von den Ravens erhalten                                        |
| 2     | 59      | Carolina Panthers        | Terrace Marshall Jr.    | Wide Receiver    | LSU                  | SEC            | Pick von den Browns erhalten                                        |
| 2     | 60      | New Orleans Saints       | Pete Werner             | Linebacker       | Ohio State           | Big Ten        |                                                                     |
| 2     | 61      | Buffalo Bills            | Carlos Basham Jr.       | Defensive End    | Wake Forest          | ACC            |                                                                     |
| 2     | 62      | Green Bay Packers        | Josh Myers              | Center           | Ohio State           | Big Ten        |                                                                     |
| 2     | 63      | Kansas City Chiefs       | Creed Humphrey          | Center           | Oklahoma             | Big 12         |                                                                     |
| 2     | 64      | Tampa Bay Buccaneers     | Kyle Trask              | Quarterback      | Florida              | SEC            |                                                                     |
| 3     | 65      | Jacksonville Jaguars     | Andre Cisco             | Safety           | Syracuse             | ACC            |                                                                     |
| 3     | 66      | Minnesota Vikings        | Kellen Mond             | Quarterback      | Texas A&M            | SEC            | Pick von den Jets erhalten                                          |
| 3     | 67      | Houston Texans           | Davis Mills             | Quarterback      | Stanford             | Pac-12         |                                                                     |
| 3     | 68      | Atlanta Falcons          | Jalen Mayfield          | Offensive Tackle | Michigan             | Big Ten        |                                                                     |
| 3     | 69      | Cincinnati Bengals       | Joseph Ossai            | Linebacker       | Texas                | Big 12         |                                                                     |
| 3     | 70      | Carolina Panthers        | Brady Christensen       | Offensive Tackle | BYU                  | Unabhängig     | Pick von den Eagles erhalten                                        |
| 3     | 71      | New York Giants          | Aaron Robinson          | Cornerback       | Central Florida      | AAC            | Pick von den Broncos erhalten                                       |
| 3     | 72      | Detroit Lions            | Alim McNeill            | Defensive Tackle | North Carolina State | ACC            |                                                                     |
| 3     | 73      | Philadelphia Eagles      | Milton Williams         | Defensive End    | Louisiana Tech       | C-USA          | Pick von den Panthers erhalten                                      |
| 3     | 74      | Washington Football Team | Benjamin St-Juste       | Cornerback       | Minnesota            | Big Ten        | Pick von den 49ers erhalten                                         |
| 3     | 75      | Dallas Cowboys           | Osa Odighizuwa          | Defensive Tackle | UCLA                 | Pac-12         |                                                                     |
| 3     | 76      | New Orleans Saints       | Paulson Adebo           | Cornerback       | Stanford             | Pac-12         | Pick von den Giants via Broncos erhalten                            |
| 3     | -       | New England Patriots     | Pick aberkannt          | Pick aberkannt   | Pick aberkannt       | Pick aberkannt | Pick aberkannt                                                      |
| 3     | 77      | Los Angeles Chargers     | Joshua Palmer           | Wide Receiver    | Tennessee            | SEC            |                                                                     |
| 3     | 78      | Minnesota Vikings        | Chazz Surratt           | Linebacker       | North Carolina       | ACC            |                                                                     |
| 3     | 79      | Las Vegas Raiders        | Malcolm Koonce          | Defensive End    | Buffalo              | Mid-American   | Pick von den Cardinals erhalten                                     |
| 3     | 80      | Las Vegas Raiders        | Divine Deablo           | Safety           | Virginia Tech        | ACC            |                                                                     |
| 3     | 81      | Miami Dolphins           | Hunter Long             | Tight End        | Boston College       | ACC            |                                                                     |
| 3     | 82      | Washington Football Team | Dyami Brown             | Wide Receiver    | North Carolina       | ACC            |                                                                     |
| 3     | 83      | Carolina Panthers        | Tommy Tremble           | Tight End        | Notre Dame           | Unabhängig     | Pick von den Bears erhalten                                         |
| 3     | 84      | Dallas Cowboys           | Chauncey Golston        | Defensive End    | Iowa                 | Big Ten        | Pick von den Colts via Eagles erhalten                              |
| 3     | 85      | Green Bay Packers        | Amari Rodgers           | Wide Receiver    | Clemson              | ACC            | Pick von den Titans erhalten                                        |
| 3     | 86      | Minnesota Vikings        | Wyatt Davis             | Guard            | Ohio State           | Big Ten        | Pick von den Seahawks via Jets erhalten                             |
| 3     | 87      | Pittsburgh Steelers      | Kendrick Green          | Guard            | Illinois             | Big Ten        |                                                                     |
| 3     | 88      | San Francisco 49ers      | Trey Sermon             | Runningback      | Ohio State           | Big Ten        | Pick von den Rams erhalten                                          |
| 3     | 89      | Houston Texans           | Nico Collins            | Wide Receiver    | Michigan             | Big Ten        | Pick von den Browns via Panthers erhalten                           |
| 3     | 90      | Minnesota Vikings        | Patrick Jones II        | Defensive End    | Pittsburgh           | ACC            | Pick von den Ravens erhalten                                        |
| 3     | 91      | Cleveland Browns         | Anthony Schwartz        | Wide Receiver    | Auburn               | SEC            | Pick von den Saints erhalten                                        |
| 3     | 92      | Tennessee Titans         | Monty Rice              | Linebacker       | Georgia              | SEC            | Pick von den Packers erhalten                                       |
| 3     | 93      | Buffalo Bills            | Spencer Brown           | Offensive Tackle | Northern Iowa        | MVFC           |                                                                     |
| 3     | 94      | Baltimore Ravens         | Ben Cleveland           | Guard            | Georgia              | SEC            | Pick von den Chiefs erhalten                                        |
| 3     | 95      | Tampa Bay Buccaneers     | Robert Hainsey          | Offensive Tackle | Notre Dame           | Unabhängig     |                                                                     |
| 3     | 96      | New England Patriots     | Ronnie Perkins          | Defensive End    | Oklahoma             | Big 12         | Compensatory Pick                                                   |
| 3     | 97      | Los Angeles Chargers     | Tre' McKitty            | Tight End        | Georgia              | SEC            | Compensatory Pick                                                   |
| 3     | 98      | Denver Broncos           | Quinn Meinerz           | Guard            | Wisconsin–Whitewater | WIAC           | Pick von den Saints erhaltenCompensatory Pick                       |
| 3     | 99      | Dallas Cowboys           | Nahshon Wright          | Cornerback       | Oregon State         | Pac-12         | Compensatory Pick                                                   |
| 3     | 100     | Tennessee Titans         | Elijah Molden           | Cornerback       | Washington           | Pac-12         | Compensatory Pick                                                   |
| 3     | 101     | Detroit Lions            | Ifeatu Melifonwu        | Cornerback       | Syracuse             | ACC            | Pick von den Rams erhaltenCompensatory Pick                         |
| 3     | 102     | San Francisco 49ers      | Ambry Thomas            | Cornerback       | Michigan             | Big Ten        | 2020 Resolution JC-2A Pick                                          |
| 3     | 103     | Los Angeles Rams         | Ernest Jones            | Linebacker       | South Carolina       | SEC            | 2020 Resolution JC-2A Pick                                          |
| 3     | 104     | Baltimore Ravens         | Brandon Stephens        | Cornerback       | SMU                  | AAC            | 2020 Resolution JC-2A Pick                                          |
| 3     | 105     | Denver Broncos           | Baron Browning          | Linebacker       | Ohio State           | Big Ten        | Pick von den Saints erhalten2020 Resolution JC-2A Pick              |
| 4     | 106     | Jacksonville Jaguars     | Jay Tufele              | Defensive Tackle | USC                  | Pac-12         |                                                                     |
| 4     | 107     | New York Jets            | Michael Carter          | Runningback      | North Carolina       | ACC            |                                                                     |
| 4     | 108     | Atlanta Falcons          | Darren Hall             | Cornerback       | San Diego State      | MWC            |                                                                     |
| 4     | 109     | Tennessee Titans         | Dez Fitzpatrick         | Wide Receiver    | Louisville           | ACC            | Pick von den Texans via Panthers erhalten                           |
| 4     | 110     | Cleveland Browns         | James Hudson            | Offensive Tackle | Cincinnati           | AAC            | Pick von den Eagles erhalten                                        |
| 4     | 111     | Cincinnati Bengals       | Cameron Sample          | Defensive End    | Tulane               | AAC            |                                                                     |
| 4     | 112     | Detroit Lions            | Amon-Ra St. Brown       | Wide Receiver    | USC                  | Pac-12         |                                                                     |
| 4     | 113     | Detroit Lions            | Derrick Barnes          | Linebacker       | Purdue               | Big Ten        | Pick von den Panthers via Browns erhalten                           |
| 4     | 114     | Atlanta Falcons          | Drew Dalman             | Center           | Stanford             | Pac-12         | Pick von den Broncos erhalten                                       |
| 4     | 115     | Dallas Cowboys           | Jabril Cox              | Linebacker       | LSU                  | SEC            |                                                                     |
| 4     | 116     | New York Giants          | Elerson Smith           | Linebacker       | Northern Iowa        | MVFC           |                                                                     |
| 4     | 117     | Los Angeles Rams         | Bobby Brown III         | Defensive Tackle | Texas A&M            | SEC            | Pick von den 49ers erhalten                                         |
| 4     | 118     | Los Angeles Chargers     | Chris Rumph II          | Linebacker       | Duke                 | ACC            |                                                                     |
| 4     | 119     | Minnesota Vikings        | Kene Nwangwu            | Runningback      | Iowa State           | Big 12         |                                                                     |
| 4     | 120     | New England Patriots     | Rhamondre Stevenson     | Runningback      | Oklahoma             | Big 12         |                                                                     |
| 4     | 121     | Jacksonville Jaguars     | Jordan Smith            | Linebacker       | UAB                  | C-USA          | Pick von den Raiders via Dolphins, Raiders, 49ers und Rams erhalten |
| 4     | 122     | Cincinnati Bengals       | Tyler Shelvin           | Defensive Tackle | LSU                  | SEC            | Pick von den Cardinals via Texans und Patriots erhalten             |
| 4     | 123     | Philadelphia Eagles      | Zech McPhearson         | Cornerback       | Texas Tech           | Big 12         | Pick von den Dolphins erhalten                                      |
| 4     | 124     | Washington Football Team | John Bates              | Tight End        | Boise State          | MWC            |                                                                     |
| 4     | 125     | Minnesota Vikings        | Camryn Bynum            | Cornerback       | California           | Pac-12         | Pick von den Bears erhalten                                         |
| 4     | 126     | Carolina Panthers        | Chuba Hubbard           | Runningback      | Oklahoma State       | Pac-12         | Pick von den Titans erhalten                                        |
| 4     | 127     | Indianapolis Colts       | Kylen Granson           | Tight End        | SMU                  | AAC            |                                                                     |
| 4     | 128     | Pittsburgh Steelers      | Dan Moore               | Offensive Tackle | Texas A&M            | SEC            |                                                                     |
| 4     | 129     | Tampa Bay Buccaneers     | Jaelon Darden           | Wide Receiver    | North Texas          | C-USA          | Pick von den Seahawks erhalten                                      |
| 4     | 130     | Los Angeles Rams         | Robert Rochell          | Cornerback       | Central Arkansas     | Southland      | Pick von den Rams via Jaguars erhalten                              |
| 4     | 131     | Baltimore Ravens         | Tylan Wallace           | Wide Receiver    | Oklahoma State       | Big 12         |                                                                     |
| 4     | 132     | Cleveland Browns         | Tommy Togiai            | Defensive Tackle | Ohio State           | Big Ten        |                                                                     |
| 4     | 133     | New Orleans Saints       | Ian Book                | Quarterback      | Notre Dame           | Unabhängig     |                                                                     |
| 4     | 134     | Minnesota Vikings        | Janarius Robinson       | Defensive End    | Florida State        | ACC            | Pick von den Bills erhalten                                         |
| 4     | 135     | Tennessee Titans         | Rashad Weaver           | Defensive End    | Pittsburgh           | ACC            | Pick von den Packers erhalten                                       |
| 4     | 136     | Arizona Cardinals        | Marco Wilson            | Cornerback       | Florida              | SEC            | Pick von den Chiefs via Ravens erhalten                             |
| 4     | 137     | Seattle Seahawks         | Tre Brown               | Cornerback       | Oklahoma             | Big 12         | Pick von den Buccaneers erhalten                                    |
| 4     | 138     | Dallas Cowboys           | Josh Ball               | Offensive Tackle | Marshall             | C-USA          | Compensatory Pick                                                   |
| 4     | 139     | Cincinnati Bengals       | D'Ante Smith            | Offensive Tackle | East Carolina        | AAC            | Pick von den Patriots erhaltenCompensatory Pick                     |
| 4     | 140     | Pittsburgh Steelers      | Buddy Johnson           | Linebacker       | Texas A&M            | SEC            | Compensatory Pick                                                   |
| 4     | 141     | Los Angeles Rams         | Jacob Harris            | Wide Receiver    | Central Florida      | AAC            | Compensatory Pick                                                   |
| 4     | 142     | Green Bay Packers        | Royce Newman            | Guard            | Ole Miss             | SEC            | Compensatory Pick                                                   |
| 4     | 143     | Las Vegas Raiders        | Tyree Gillespie         | Safety           | Missouri             | SEC            | Pick von den Vikings via Jets erhaltenCompensatory Pick             |
| 4     | 144     | Kansas City Chiefs       | Joshua Kaindoh          | Defensive End    | Florida State        | ACC            | Compensatory Pick                                                   |
| 5     | 145     | Jacksonville Jaguars     | Luke Farrell            | Tight End        | Ohio State           | Big Ten        |                                                                     |
| 5     | 146     | New York Jets            | Jamien Sherwood         | Safety           | Auburn               | ACC            |                                                                     |
| 5     | 147     | Houston Texans           | Brevin Jordan           | Tight End        | Miami                | ACC            |                                                                     |
| 5     | 148     | Atlanta Falcons          | Ta'Quon Graham          | Defensive End    | Texas                | Big 12         |                                                                     |
| 5     | 149     | Cincinnati Bengals       | Evan McPherson          | Kicker           | Florida              | SEC            |                                                                     |
| 5     | 150     | Philadelphia Eagles      | Kenneth Gainwell        | Runningback      | Memphis              | AAC            |                                                                     |
| 5     | 151     | Chicago Bears            | Larry Borom             | Offensive Tackle | Missouri             | SEC            | Pick von den Panthers erhalten                                      |
| 5     | 152     | Denver Broncos           | Caden Sterns            | Safety           | Texas                | Big 12         |                                                                     |
| 5     | 153     | Cleveland Browns         | Tony Fields II          | Linebacker       | West Virginia        | Big 12         | Pick von den Lions erhalten                                         |
| 5     | 154     | New York Jets            | Michael Carter II       | Cornerback       | Duke                 | ACC            | Pick von den Giants erhalten                                        |
| 5     | 155     | San Francisco 49ers      | Jaylon Moore            | Guard            | Western Michigan     | MAC            |                                                                     |
| 5     | 156     | Pittsburgh Steelers      | Isaiahh Loudermilk      | Defensive Tackle | Wisconsin            | Big Ten        | Pick von den Cowboys via Eagles via Dolphins erhalten               |
| 5     | 157     | Minnesota Vikings        | Ihmir Smith-Marsette    | Wide Receiver    | Iowa                 | Big Ten        |                                                                     |
| 5     | 158     | Carolina Panthers        | Daviyon Nixon           | Defensive Tackle | Iowa                 | Big Ten        | Pick von den Patriots via Texans erhalten                           |
| 5     | 159     | Los Angeles Chargers     | Brenden Jaimes          | Offensive Tackle | Nebraska             | Big Ten        |                                                                     |
| 5     | 160     | Baltimore Ravens         | Shaun Wade              | Cornerback       | Ohio State           | Big Ten        | Pick von den Cardinals erhalten                                     |
| 5     | 161     | Buffalo Bills            | Tommy Doyle             | Offensive Tackle | Miami (Ohio)         | MAC            | Pick von den Raiders erhalten                                       |
| 5     | 162     | Kansas City Chiefs       | Noah Gray               | Tight End        | Duke                 | ACC            | Pick von den Dolphins via Raiders via Jets erhalten                 |
| 5     | 163     | Washington Football Team | Darrick Forrest         | Safety           | Cincinnati           | AAC            |                                                                     |
| 5     | 164     | Denver Broncos           | Jamar Johnson           | Safety           | Indiana              | Big Ten        | Pick von den Bears via Giants erhalten                              |
| 5     | 165     | Indianapolis Colts       | Shawn Davis             | Safety           | Florida              | SEC            |                                                                     |
| 5     | 166     | Carolina Panthers        | Keith Taylor            | Cornerback       | Washington           | Pac-12         | Pick von den Titans erhalten                                        |
| 5     | 167     | Las Vegas Raiders        | Nate Hobbs              | Cornerback       | Illinois             | Big Ten        | Pick von den Seahawks erhalten                                      |
| 5     | 168     | Minnesota Vikings        | Zach Davidson           | Tight End        | Central Missouri     | MIAA           | Pick von den Steelers via Ravens erhalten                           |
| 5     | 169     | Cleveland Browns         | Richard LeCounte        | Safety           | Georgia              | SEC            | Pick von den Rams erhalten                                          |
| 5     | 170     | Houston Texans           | Garret Wallow           | Linebacker       | TCU                  | Big 12         | Pick von den Browns via Jaguars via Rams erhalten                   |
| 5     | 171     | Baltimore Ravens         | Daelin Hayes            | Defensive End    | Notre Dame           | Unabhängig     |                                                                     |
| 5     | 172     | San Francisco 49ers      | Deommodore Lenoir       | Cornerback       | Oregon               | Pac-12         | Pick von den Saints erhalten                                        |
| 5     | 173     | Green Bay Packers        | Tedarrell Slaton        | Defensive Tackle | Florida              | SEC            |                                                                     |
| 5     | 174     | Los Angeles Rams         | Earnest Brown IV        | Defensive End    | Northwestern         | Big Ten        | Pick von den Bills via Texans erhalten                              |
| 5     | 175     | New York Jets            | Jason Pinnock           | Cornerback       | Pittsburgh           | ACC            | Pick von den Chiefs erhalten                                        |
| 5     | 176     | Tampa Bay Buccaneers     | K.J. Britt              | Linebacker       | Auburn               | SEC            |                                                                     |
| 5     | 177     | New England Patriots     | Cameron McGrone         | Linebacker       | Michigan             | Big Ten        | Compensatory Pick                                                   |
| 5     | 178     | Green Bay Packers        | Sherman Jean-Charles    | Cornerback       | Appalachian State    | Sun Belt       | Compensatory Pick                                                   |
| 5     | 179     | Dallas Cowboys           | Simi Fehoko             | Wide Receiver    | Stanford             | Pac-12         | Compensatory Pick                                                   |
| 5     | 180     | San Francisco 49ers      | Talanoa Hufanga         | Safety           | USC                  | Pac-12         | Compensatory Pick                                                   |
| 5     | 181     | Kansas City Chiefs       | Cornell Powell          | Wide Receiver    | Clemson              | ACC            | Compensatory Pick                                                   |
| 5     | 182     | Atlanta Falcons          | Adetokunbo Ogundeji     | Defensive End    | Notre Dame           | Unabhängig     | Compensatory Pick                                                   |
| 5     | 183     | Atlanta Falcons          | Avery Williams          | Cornerback       | Boise State          | MWC            | Compensatory Pick                                                   |
| 5     | 184     | Baltimore Ravens         | Ben Mason               | Fullback         | Michigan             | Big Ten        | Compensatory Pick                                                   |
| 6     | 185     | Los Angeles Chargers     | Nick Niemann            | Linebacker       | Iowa                 | Big Ten        | Pick von den Jaguars via Titans erhalten                            |
| 6     | 186     | New York Jets            | Hamsah Nasirildeen      | Safety           | Florida State        | ACC            | Pick von den Jets via Patriots erhalten                             |
| 6     | 187     | Atlanta Falcons          | Frank Darby             | Wide Receiver    | Arizona State        | Pac-12         |                                                                     |
| 6     | 188     | New England Patriots     | Joshua Bledsoe          | Safety           | Missouri             | SEC            | Pick von den Texans erhalten                                        |
| 6     | 189     | Philadelphia Eagles      | Marlon Tuipulotu        | Defensive Tackle | USC                  | Pac-12         |                                                                     |
| 6     | 190     | Cincinnati Bengals       | Trey Hill               | Center           | Georgia              | SEC            |                                                                     |
| 6     | 191     | Philadelphia Eagles      | Tarron Jackson          | Defensive End    | Coastal Carolina     | Sun Belt       | Pick von den Broncos via Panthers erhalten                          |
| 6     | 192     | Dallas Cowboys           | Quinton Bohanna         | Defensive Tackle | Kentucky             | SEC            | Pick von den Lions erhalten                                         |
| 6     | 193     | Carolina Panthers        | Deonte Brown            | Guard            | Alabama              | SEC            |                                                                     |
| 6     | 194     | San Francisco 49ers      | Elijah Mitchell         | Runningback      | Louisiana            | Sun Belt       |                                                                     |
| 6     | 195     | Houston Texans           | Roy Lopez               | Defensive Tackle | Arizona              | Pac-12         | Pick von den Cowboys via Patriots erhalten                          |
| 6     | 196     | New York Giants          | Gary Brightwell         | Runningback      | Arizona              | Pac-12         |                                                                     |
| 6     | 197     | New England Patriots     | William Sherman         | Offensive Tackle | Colorado             | Pac-12         |                                                                     |
| 6     | 198     | Los Angeles Chargers     | Larry Rountree III      | Runningback      | Missouri             | SEC            |                                                                     |
| 6     | 199     | Minnesota Vikings        | Jaylen Twyman           | Defensive Tackle | Pittsburgh           | ACC            |                                                                     |
| 6     | 200     | New York Jets            | Brandin Echols          | Cornerback       | Kentucky             | SEC            | Pick von den Raiders erhalten                                       |
| 6     | 201     | New York Giants          | Rodarius Williams       | Cornerback       | Oklahoma State       | Big 12         | Pick von den Cardinals erhalten                                     |
| 6     | 202     | Cincinnati Bengals       | Chris Evans             | Runningback      | Michigan             | Big Ten        | Pick von den Dolphins via Texans erhalten                           |
| 6     | 203     | Buffalo Bills            | Marquez Stevenson       | Wide Receiver    | Houston              | AAC            | Pick vom Football Team via Raiders via Dolphins via Texans erhalten |
| 6     | 204     | Carolina Panthers        | Shi Smith               | Wide Receiver    | South Carolina       | SEC            | Pick von den Bears erhalten                                         |
| 6     | 205     | Tennessee Titans         | Racey McMath            | Wide Receiver    | LSU                  | SEC            |                                                                     |
| 6     | 206     | New Orleans Saints       | Landon Young            | Offensive Tackle | Kentucky             | SEC            | Pick von den Colts erhalten                                         |
| 6     | 207     | New York Jets            | Jonathan Marshall       | Defensive Tackle | Arkansas             | SEC            | Pick von den Steelers via Dolphins via Chiefs erhalten              |
| 6     | 208     | Seattle Seahawks         | Stone Forsythe          | Offensive Tackle | Florida              | SEC            | Pick von den Seahawks via Dolphins via Bears erhalten               |
| 6     | 209     | Jacksonville Jaguars     | Jalen Camp              | Wide Receiver    | Georgia Tech         | ACC            | Pick von den Rams erhalten                                          |
| 6     | 210     | Arizona Cardinals        | Victor Dimukeje         | Defensive End    | Duke                 | ACC            | Pick von den Ravens erhalten                                        |
| 6     | 211     | Cleveland Browns         | Demetric Felton         | Wide Receiver    | UCLA                 | Pac-12         |                                                                     |
| 6     | 212     | Buffalo Bills            | Damar Hamlin            | Safety           | Pittsburgh           | ACC            | Pick von den Saints via Texans erhalten                             |
| 6     | 213     | Buffalo Bills            | Rachad Wildgooose       | Cornerback       | Wisconsin            | Big Ten        |                                                                     |
| 6     | 214     | Green Bay Packers        | Cole Van Lanen          | Guard            | Wisconsin            | Big Ten        |                                                                     |
| 6     | 215     | Tennessee Titans         | Brady Breeze            | Safety           | Oregon               | Pac-12         | Pick von den Chiefs erhalten                                        |
| 6     | 216     | Pittsburgh Steelers      | Quincy Roche            | Linebacker       | Miami                | ACC            | Pick von den Buccaneers erhalten                                    |
| 6     | 217     | Chicago Bears            | Khalil Herbert          | Runningback      | Virginia Tech        | ACC            | Pick von den Buccaneers via Seahawks erhaltenCompensatory Pick      |
| 6     | 218     | Indianapolis Colts       | Sam Ehlinger            | Quarterback      | Texas                | Big 12         | Pick von den Saints erhaltenCompensatory Pick                       |
| 6     | 219     | Denver Broncos           | Seth Williams           | Wide Receiver    | Auburn               | SEC            | Pick von den Falcons erhaltenCompensatory Pick                      |
| 6     | 220     | Green Bay Packers        | Isaiah McDuffie         | Linebacker       | Boston College       | ACC            | Compensatory Pick                                                   |
| 6     | 221     | Chicago Bears            | Dazz Newsome            | Wide Receiver    | North Carolina       | ACC            | Compensatory Pick                                                   |
| 6     | 222     | Carolina Panthers        | Thomas Fletcher         | Long Snapper     | Alabama              | SEC            | Compensatory Pick                                                   |
| 6     | 223     | Arizona Cardinals        | Tay Gowan               | Cornerback       | Central Florida      | AAC            | Pick von den Vikings erhaltenCompensatory Pick                      |
| 6     | 224     | Philadelphia Eagles      | JaCoby Stevens          | Safety           | LSU                  | SEC            | Compensatory Pick                                                   |
| 6     | 225     | Washington Football Team | Camaron Cheeseman       | Long Snapper     | Michigan             | Big Ten        | Pick von den Eagles erhaltenCompensatory Pick                       |
| 6     | 226     | Kansas City Chiefs       | Trey Smith              | Guard            | Tennessee            | SEC            | Pick von den Panthers via Jets erhaltenCompensatory Pick            |
| 6     | 227     | Dallas Cowboys           | Israel Mukuamu          | Cornerback       | South Carolina       | SEC            | Compensatory Pick                                                   |
| 6     | 228     | Chicago Bears            | Thomas Graham Jr.       | Cornerback       | Oregon               | Pac-12         | Compensatory Pick                                                   |
| 7     | 229     | Indianapolis Colts       | Mike Strachan           | Wide Receiver    | Charleston           | MEC            | Pick von den Jaguars via Saints erhalten                            |
| 7     | 230     | Las Vegas Raiders        | Jimmy Morrissey         | Center           | Pittsburgh           | ACC            | Pick von den Jets via 49ers erhalten                                |
| 7     | 231     | Miami Dolphins           | Larnel Coleman          | Offensive Tackle | UMass                | Unabhängig     | Pick von den Texans erhalten                                        |
| 7     | 232     | Carolina Panthers        | Phil Hoskins            | Defensive Tackle | Kentucky             | SEC            | Pick von den Falcons via Dolphins via Titans erhalten               |
| 7     | 233     | Los Angeles Rams         | Jake Funk               | Runningback      | Maryland             | Big Ten        | Pick von den Bengals via Texans erhalten                            |
| 7     | 234     | Philadelphia Eagles      | Patrick Johnson         | Defensive End    | Tulane               | AAC            |                                                                     |
| 7     | 235     | Cincinnati Bengals       | Wyatt Hubert            | Defensive End    | Kansas State         | Big 12         | Pick von den Lions via Seahawks erhalten                            |
| 7     | 236     | Buffalo Bills            | Jack Anderson           | Guard            | Texas Tech           | Big 12         | Pick von den Panthers erhalten                                      |
| 7     | 237     | Denver Broncos           | Kary Vincent Jr.        | Cornerback       | LSU                  | SEC            |                                                                     |
| 7     | 238     | Dallas Cowboys           | Matt Farniok            | Guard            | Nebraska             | Big Ten        |                                                                     |
| 7     | 239     | Denver Broncos           | Jonathon Cooper         | Defensive End    | Ohio State           | Big Ten        | Pick von den Giants erhalten                                        |
| 7     | 240     | Washington Football Team | William Bradley-King    | Defensive End    | Baylor               | Big 12         | Pick von den 49ers via Eagles erhalten                              |
| 7     | 241     | Los Angeles Chargers     | Mark Webb               | Safety           | Georgia              | SEC            |                                                                     |
| 7     | -       | Minnesota Vikings        | Pick aberkannt          | Pick aberkannt   | Pick aberkannt       | Pick aberkannt | Pick aberkannt                                                      |
| 7     | 242     | New England Patriots     | Tre Nixon               | Wide Receiver    | Central Florida      | AAC            |                                                                     |
| 7     | 243     | Arizona Cardinals        | James Wiggins           | Safety           | Cincinnati           | AAC            |                                                                     |
| 7     | 244     | Miami Dolphins           | Gerrid Doaks            | Runningback      | Cincinnati           | AAC            | Pick von den Raiders via Football Team erhalten                     |
| 7     | 245     | Pittsburgh Steelers      | Tre Norwood             | Cornerback       | Oklahoma             | Big 12         | Pick von den Dolphins erhalten                                      |
| 7     | 246     | Washington Football Team | Shaka Toney             | Defensive End    | Penn State           | Big Ten        |                                                                     |
| 7     | 247     | Arizona Cardinals        | Michal Menet            | Center           | Penn State           | Big Ten        | Pick von den Bears via Raiders erhalten                             |
| 7     | 248     | Indianapolis Colts       | Will Fries              | Guard            | Penn State           | Big Ten        |                                                                     |
| 7     | 249     | Los Angeles Rams         | Ben Skowronek           | Wide Receiver    | Notre Dame           | Unabhängig     | Pick von den Titans via Jaguars erhalten                            |
| 7     | 250     | Chicago Bears            | Khyiris Tonga           | Defensive Tackle | BYU                  | Unabhängig     | Pick von den Seahawks erhalten                                      |
| 7     | 251     | Tampa Bay Buccaneers     | Chris Wilcox            | Cornerback       | BYU                  | Unabhängig     | Pick von den Steelers erhalten                                      |
| 7     | 252     | Los Angeles Rams         | Chris Garrett           | Linebacker       | Concordia, St. Paul  | NSIC           |                                                                     |
| 7     | 253     | Denver Broncos           | Marquiss Spencer        | Defensive End    | Mississippi State    | SEC            | Pick von den Browns erhalten                                        |
| 7     | 254     | Pittsburgh Steelers      | Pressley Harvin III     | Punter           | Georgia Tech         | ACC            | Pick von den Ravens erhalten                                        |
| 7     | 255     | New Orleans Saints       | Kawaan Baker            | Wide Receiver    | South Alabama        | Sun Belt       |                                                                     |
| 7     | 256     | Green Bay Packers        | Kylin Hill              | Runningback      | Mississippi State    | SEC            |                                                                     |
| 7     | 257     | Detroit Lions            | Jermar Jefferson        | Runningback      | Oregon State         | Pac-12         | Pick von den Bills via Browns erhalten                              |
| 7     | 258     | Washington Football Team | Dax Milne               | Wide Receiver    | BYU                  | Unabhängig     | Pick von den Chiefs via Dolphins erhalten                           |
| 7     | 259     | Tampa Bay Buccaneers     | Grant Stuard            | Linebacker       | Houston              | AAC            | Mr. Irrelevant                                                      |

## Trades
Bei den Trades bedeutet der Hinweis (VD), dass der Trade vor dem Draft abgeschlossen wurde (Vor dem Draft) und der Hinweis (D) bedeutet, dass der Trade während des Draftes abgeschlossen wurde.

### Runde 1
1. ↑  Pick 3: Houston Texans → Miami Dolphins (VD): Die Texans tauschten ihren Erst- und Zweitrundenpick 2021, Offensive Tackle Julién Davenport, Cornerback Johnson Bademosi und ihren Erstrundenpick 2020 zu den Miami Dolphins gegen Offensive Tackle Laremy Tunsil, Wide Receiver Kenny Stills, einen Viertrundenpick 2020 und den Sechstrundenpick 2021 der Dolphins.
2. ↑  Pick 3: Miami Dolphins → San Francisco 49ers (VD): Die Dolphins tauschten Pick 3 zu den San Francisco 49ers und erhielten dafür den Erstrundenpick 2021, einen Erstrundenpick 2022, einen Drittrundenpick 2022 und einen Erstrundenpick 2023 der 49ers.
3. ↑  Pick 6: Philadelphia Eagles → Miami Dolphins (VD): Die Eagles gaben Pick 6 und Pick 156 an die Dolphins ab und erhielten dafür Pick 12, Pick 123 und einen Erstrundenpick 2022 der Dolphins.
4. ↑  Pick 10: Dallas Cowboys → Philadelphia Eagles (D): Die Cowboys gaben Pick 10 an die Eagles ab und erhielten dafür Pick 12 und Pick 84.
5. ↑  Pick 11: New York Giants → Chicago Bears (D): Die Giants gaben Pick 11 an die Bears ab und erhielten dafür Pick 20, Pick 164, einen Erstrundenpick 2022 und einen Viertrundenpick 2022.
6. ↑  Pick 12: San Francisco 49ers → Miami Dolphins (VD): siehe Pick 3: Dolphins → 49ers
7. ↑  Pick 12: Miami Dolphins → Philadelphia Eagles (VD): siehe Pick 6: Eagles → Dolphins
8. ↑  Pick 12: Philadelphia Eagles → Dallas Cowboys (VD): siehe Pick 10: Cowboys → Eagles
9. ↑  Pick 14: Minnesota Vikings → New York Jets (D): Die Vikings gaben Picks 14 und 143 an die Jets ab und erhielten dafür die Picks 23, 66 und 86.
10. ↑  Pick 20: Chicago Bears → New York Giants (D): siehe Pick 11: Giants → Bears
11. ↑  Pick 23: Seattle Seahawks → New York Jets (VD): Die Seahawks tauschten ihren Erst- und Drittrundenpick 2021, Safety Bradley McDougald und ihren Erstrundenpick 2022 gegen Safety Jamal Adams und ein Viertrundenpick 2022.
12. ↑  Pick 23: New York Jets → Minnesota Vikings (D): siehe Pick 14: Vikings → Jets
13. ↑  Pick 25: Los Angeles Rams → Jacksonville Jaguars (VD): Die Rams tauschten ihren Erst- und Viertrundenpick 2021 sowie ihren Erstrundenpick 2020 gegen Cornerback Jalen Ramsey.
14. ↑  Pick 31: Kansas City Chiefs → Baltimore Ravens (VD): Die Chiefs tauschten ihren Erstrundenpick, Drittrundenpick und Viertrundenpick 2021 sowie ihren Fünftrundenpick 2022 gegen Offensive Tackle Orlando Brown, den Zweitrundenpick 2021 und Sechstrundenpick 2022 der Ravens.

### Runde 2
1. ↑  Pick 35: Atlanta Falcons → Denver Broncos (D): Die Falcons gaben Pick 35 und Pick 219 an die Denver Broncos ab und erhielten dafür die Picks 40 und 114.
2. ↑  Pick 36: Houston Texans → Miami Dolphins (VD): siehe Runde 1: Texans → Dolphins
3. ↑  Pick 38: Cincinnati Bengals → New England Patriots (D): Die Bengals gaben Pick 38 ab und erhielten dafür die Picks 46, 122 und 139.
4. ↑  Pick 39: Carolina Panthers → Chicago Bears (D): Die Panthers gaben die Picks 39 und 151 ab und erhielten dafür die Picks 52, 83 und 204.
5. ↑  Pick 40: Denver Broncos → Atlanta Falcons (D): siehe Pick 35: Falcons → Broncos
6. ↑  Pick 42: New York Giants → Miami Dolphins (D): Die Giants gaben den Pick 42 ab und erhielten dafür den Pick 50 sowie einen Drittrundenpick 2021 der Dolphins.
7. ↑  Pick 43: San Francisco 49ers → Las Vegas Raiders (D): Die 49ers gaben die Picks 43 und 230 ab und erhielten dafür die Picks 48 und 121.
8. ↑  Pick 45: Minnesota Vikings → Jacksonville Jaguars (VD): Die Vikings tauschten ihren Zweitrundenpick 2021 und einen Fünftrundenpick 2022 gegen Defensive End Yannick Ngakoue.
9. ↑  Pick 46: New England Patriots → Cincinnati Bengals (D): siehe Pick 38: Bengals → Patriots
10. ↑  Pick 48: Las Vegas Raiders → San Francisco 49ers (D): siehe Pick 43: 49ers → Raiders
11. ↑  Pick 50: Miami Dolphins → New York Giants (D): siehe Pick 42: Giants → Dolphins
12. ↑  Pick 52: Chicago Bears → Carolina Panthers (D): siehe Pick 39: Panthers → Bears
13. ↑  Pick 52: Carolina Panthers → Cleveland Browns (D): Die Panthers gaben die Picks 52 und 113 ab und erhielten dafür die Picks 59 und 89.
14. ↑  Pick 58: Baltimore Ravens → Kansas City Chiefs (VD): siehe Runde 1: Chiefs → Ravens
15. ↑  Pick 59: Cleveland Browns → Carolina Panthers (D): siehe Pick 52: Panthers → Browns

### Runde 3
1. ↑  Pick 66: New York Jets → Minnesota Vikings (D): siehe Pick 14: Vikings → Jets
2. ↑  Pick 70: Philadelphia Eagles → Carolina Panthers (D): Die Eagles gaben Pick 70 ab und erhielten dafür die Picks 73 und 191.
3. ↑  Pick 71: Denver Broncos → New York Giants (D): Die Broncos gaben Pick 71 ab und erhielten die Picks 76 und 164.
4. ↑  Pick 73: Carolina Panthers → Philadelphia Eagles (D): siehe Pick 70: Eagles → Panthers
5. ↑  Pick 74: San Francisco 49ers → Washington Football Team (VD): Die 49ers tauschten ihren Drittrundenpick 2021 und einen Fünftrundenpick 2020 für Offensive Tackle Trent Williams.
6. ↑  Pick 76: New York Giants → Denver Broncos (D): siehe Pick 71: Broncos → Giants
7. ↑  Pick 76: Denver Broncos → New Orleans Saints (D): Die Broncos gaben Pick 76 ab und erhielten die Picks 98 und 105.
8. ↑  Pick 79: Arizona Cardinals → Las Vegas Raiders (VD): Die Cardinals tauschten ihren Drittrundenpick 2021 gegen Center Rodney Hudson und den Siebtrundenpick 2021 der Raiders.
9. ↑  Pick 83: Chicago Bears → Carolina Panthers (D): siehe Pick 39: Panthers → Broncos
10. ↑  Pick 84: Indianapolis Colts → Philadelphia Eagles (VD): Die Colts tauschten ihren Drittrundenpick 2021 und einen Erstrundenpick 2022 für Quarterback Carson Wentz.
11. ↑  Pick 84: Philadelphia Eagles → Dallas Cowboys (VD): siehe Pick 10: Cowboys → Eagles
12. ↑  Pick 85: Tennessee Titans → Green Bay Packers (D): Die Titans gaben Pick 85 ab und erhielten die Picks 92 und 135.
13. ↑  Pick 86: Seattle Seahawks → New York Jets (VD): siehe Runde 1: Seahawks → Jets
14. ↑  Pick 86: New York Jets → Minnesota Vikings (D): siehe Pick 14: Vikings → Jets
15. ↑  Pick 88: Los Angeles Rams → San Francisco 49ers (D): Die Rams gaben Pick 88 ab und erhielten die Picks 117 und 121.
16. ↑  Pick 89: Cleveland Browns → Carolina Panthers (D): siehe Pick 52: Panthers → Browns
17. ↑  Pick 89: Carolina Panthers → Houston Texans (D): Die Panthers gaben Pick 89 ab und erhielten dafür die Picks 109 und 158 sowie einen Viertrundenpick 2022 der Texans.
18. ↑  Pick 90: Baltimore Ravens → Minnesota Vikings (VD): Die Ravens tauschten einen Drittrundenpick 2021 und einen Conditional Fünftrundenpick 2022 gegen Defensive End Yannick Ngakoue.
19. ↑  Pick 91: New Orleans Saints → Cleveland Browns (VD): Die Saints tauschten ihren Drittrundenpick 2021 und einen Drittrundenpick 2020 für den Dritt- und Siebtrundenpick 2020 der Browns.
20. ↑  Pick 92: Green Bay Packers → Tennessee Titans (D): siehe Pick 85: Packers → Titans
21. ↑  Pick 94: Kansas City Chiefs → Baltimore Ravens (VD): siehe Runde 1: Chiefs → Ravens
22. ↑  Pick 98: New Orleans Saints → Denver Broncos (D): siehe Pick 76: Broncos → Saints
23. ↑  Pick 101: Los Angeles Rams → Detroit Lions (VD): Die Rams tauschten ihren Drittrundenpick 2021, Erstrundenpick 2022 und 2023 sowie Quarterback Jared Goff gegen Quarterback Matthew Stafford.
24. ↑  Pick 105: New Orleans Saints → Denver Broncos (D): siehe Pick 76: Broncos → Saints

### Runde 4
1. ↑  Pick 109: Houston Texans → Carolina Panthers (D): siehe Pick 89: Panthers → Texans
2. ↑  Pick 109: Carolina Panthers → Tennessee Titans (D): Die Panthers gaben Pick 109 ab und erhielten die Picks 126, 166 und 232
3. ↑  Pick 110: Philadelphia Eagles → Cleveland Browns (VD): Die Eagles tauschten ihren Viertrundenpick 2021 gegen Defensive End Genard Avery.
4. ↑  Pick 113: Carolina Panthers → Cleveland Browns (D): siehe Pick 52: Panthers → Browns
5. ↑  Pick 113: Cleveland Browns → Detroit Lions (D): Die Browns gaben die Picks 113 und 257 ab und erhielten dafür den Pick 153 sowie einen Viertrundenpick 2022 der Lions.
6. ↑  Pick 114: Denver Broncos → Atlanta Falcons (D): siehe Pick 35: Falcons → Broncos
7. ↑  Pick 117: San Francisco 49ers → Los Angeles Rams (D): siehe Pick 88: Rams → 49ers
8. ↑  Pick 121: Las Vegas Raiders → Miami Dolphins (VD): Die Raiders tauschten ihren Viertrundenpick 2021 gegen Linebacker Raekwon McMillan und einen Fünftrundenpick 2021 der Dolphins.
9. ↑  Pick 121: Miami Dolphins → Las Vegas Raiders (VD): Die Dolphins tauschen ihren Viertrundenpick 2021, ursprünglich von den Raiders, gegen Lynn Bowden und einen Sechstrundenpick 2021 der Raiders.
10. ↑  Pick 121: Las Vegas Raiders → San Francisco 49ers (D): siehe Pick 43: 49ers → Raiders
11. ↑  Pick 121: San Francisco 49ers → Los Angeles Rams (D): siehe Pick 88: Rams → 49ers
12. ↑  Pick 121: Los Angeles Rams → Jacksonville Jaguars (D): Die Rams gaben die Picks 121 und 209 ab und erhielten dafür die Picks 130, 170 und 249.
13. ↑  Pick 122: Arizona Cardinals → Houston Texans (VD): Die Cardinals tauschten ihren Viertrundenpick 2021, ihren Zweitrundenpick 2020 und Runningback David Johnson gegen Wide Receiver DeAndre Hopkins und einen Viertrundenpick 2020 der Texans.
14. ↑  Pick 122: Houston Texans → New England Patriots (VD): Die Texans tauschten ihren Viert- und Sechstrundenpick 2021 gegen Offensive Tackle Marcus Cannon sowie den Fünft- und Sechstrundenpick der Patriots.
15. ↑  Pick 122: New England Patriots → Cincinnati Bengals (D): siehe Pick 38: Bengals → Patriots
16. ↑  Pick 123: Miami Dolphins → Philadelphia Eagles (VD): siehe Runde 1: Eagles → Dolphins.
17. ↑  Pick 125: Chicago Bears → Minnesota Vikings (VD): Die Bears tauschten ihren Viertrundenpick 2021 gegen den Fünftrundenpick 2020 der Vikings.
18. ↑  Pick 126: Tennessee Titans → Carolina Panthers (D): siehe Pick 109: Panthers → Titans
19. ↑  Pick 129: Seattle Seahawks → Tampa Bay Buccaneers (D): Die Seahawks gaben den Pick 129 ab und erhielten dafür die Picks 137 und 217.
20. ↑  Pick 130: Los Angeles Rams → Jacksonville Jaguars (VD): siehe Runde 1: Los Angeles Rams → Jacksonville Jaguars
21. ↑  Pick 130: Jacksonville Jaguars → Los Angeles Rams (D): siehe Pick 121: Rams → Jaguars
22. ↑  Pick 134: Buffalo Bills → Minnesota Vikings (VD): Die Bills tauschten ihren Viertrundenpick 2021, Erst-, Fünft- und Sechstrundenpick 2020 gegen Wide Receiver Stefon Diggs und einen Siebtrundenpick 2020 der Vikings.
23. ↑  Pick 135: Green Bay Packers → Tennessee Titans (D): siehe Pick 85: Packers → Titans
24. ↑  Pick 136: Kansas City Chiefs → Baltimore Ravens (VD): siehe Runde 1: Chiefs → Ravens
25. ↑  Pick 136: Baltimore Ravens → Arizona Cardinals (D): Die Ravens gaben die Picks 136 und 210 und erhielten dafür den Pick 160 und einen Viertrundenpick 2022.
26. ↑  Pick 137: Tampa Bay Buccaneers → Seattle Seahawks (D): siehe Pick 129: Seahawks → Buccaneers
27. ↑  Pick 139: New England Patriots → Cincinnati Bengals (D): siehe Pick 38: Bengals → Patriots
28. ↑  Pick 143: Minnesota Vikings → New York Jets (D): siehe Pick 14: Vikings → Jets
29. ↑  Pick 143: New York Jets → Las Vegas Raiders (D): Die Jets gaben den Pick 143 ab und erhielten dafür die Picks 162 und 200.

### Runde 5
1. ↑  Pick 151: Chicago Bears → Carolina Panthers (D): siehe Pick 39: Panthers → Broncos
2. ↑  Pick 153: Detroit Lions → Cleveland Browns (D): siehe Pick 113: Browns → Lions
3. ↑  Pick 154: New York Giants → New York Jets (VD): Die Giants tauschten ihren Fünftrundenpick und ihren Drittrundenpick 2020 gegen Defensive End Leonard Williams.
4. ↑  Pick 156: Dallas Cowboys → Philadelphia Eagles (VD): Die Cowboys tauschten ihren Fünftrundenpick 2021 und 2020 gegen einen Viertrundenpick 2020 der Eagles.
5. ↑  Pick 156: Philadelphia Eagles → Miami Dolphins (VD): siehe Runde 1: Eagles → Dolphins.
6. ↑  Pick 156: Miami Dolphins → Pittsburgh Steelers (D): Die Dolphins gaben den Pick 156 ab und erhielten dafür einen Viertrundenpick 2022.
7. ↑  Pick 158: New England Patriots → Houston Texans (VD): siehe Runde 4: Texans → Patriots
8. ↑  Pick 158: Houston Texans → Carolina Panthers (D): siehe Pick 89: Panthers → Texans
9. ↑  Pick 160: Arizona Cardinals → Baltimore Ravens (D): siehe Pick 136: Ravens → Cardinals
10. ↑  Pick 161: Las Vegas Raiders → Buffalo Bills (VD): Die Raiders tauschten ihren Fünftrundenpick 2021 gegen Wide Receiver Zay Jones.
11. ↑  Pick 162: Miami Dolphins → Las Vegas Raiders (VD): siehe Runde 4: Raiders → Dolphins
12. ↑  Pick 162: Las Vegas Raiders → New York Jets (D): siehe Pick 143: Jets → Raiders
13. ↑  Pick 162: New York Jets → Kansas City Chiefs (D): Die Jets gaben die Picks 162 und 226 ab und erhielten dafür die Picks 175 und 207.
14. ↑  Pick 164: Chicago Bears → New York Giants (D): siehe Pick 11: Giants → Bears
15. ↑  Pick 164: New York Giants → Denver Broncos (D): siehe Pick 71: Broncos → Giants
16. ↑  Pick 166: Tennessee Titans → Carolina Panthers (D): siehe Pick 109: Panthers → Titans
17. ↑  Pick 167: Seattle Seahawks → Las Vegas Raiders (VD): Die Seahawks tauschten ihren Fünftrundenpick 2021 gegen Guard Gabe Jackson.
18. ↑  Pick 168: Pittsburgh Steelers → Baltimore Ravens (VD): Die Steelers tauschten ihren Fünftrundenpick 2021 gegen Defensive End Chris Wormley und den Siebtrundenpick 2021 der Ravens.
19. ↑  Pick 168: Baltimore Ravens → Minnesota Vikings (VD): Die Ravens tauschten ihren Fünftrundenpick 2021, ursprünglich von den Steelers, und ihren Siebtrundenpick 2020 gegen den Sechst- und Siebtrundenpick 2020 der Vikings.
20. ↑  Pick 169: Los Angeles Rams → Cleveland Browns (VD): Die Rams tauschten ihren Fünftrundenpick 2021 gegen Guard Austin Corbett.
21. ↑  Pick 170: Cleveland Browns → Jacksonville Jaguars (VD): Die Browns tauschten ihren Fünftrundenpick 2021 gegen Safety Ronnie Harrison.
22. ↑  Pick 170: Jacksonville Jaguars → Los Angeles Rams (D): siehe Pick 121: Rams → Jaguars
23. ↑  Pick 170: Los Angeles Rams → Houston Texans (D): Die Rams gaben den Pick 170 ab und erhielten dafür die Picks 174 und 233.
24. ↑  Pick 172: New Orleans Saints → San Francisco 49ers (VD): Die Saints tauschten ihren Fünftrundenpick 2021 und Linebacker Kiko Alonso gegen Linebacker Kwon Alexander.
25. ↑  Pick 174: Buffalo Bills → Houston Texans (D): Die Bills gaben den Pick 174 und erhielten dafür die Picks 203 und 212.
26. ↑  Pick 174: Houston Texans → Los Angeles Rams (D): siehe Pick 170: Rams → Texans
27. ↑  Pick 175: Kansas City Chiefs → New York Jets (D): siehe Pick 162: Jets → Chiefs

### Runde 6
1. ↑  Pick 185: Jacksonville Jaguars → Tennessee Titans (VD): Die Jaguars tauschten ihren Sechstrundenpick 2021 gegen Linebacker Kamalei Correa und den Siebtrundenpick 2021 der Titans.
2. ↑  Pick 185: Tennessee Titans → Los Angeles Chargers (VD): Die Titans tauschten ihren Sechstrundenpick 2021, ursprünglich von den Jaguars erhalten, gegen Cornerback Desmond King.
3. ↑  Pick 186: New York Jets → New England Patriots (VD): Die Jets tauschten ihren Sechstrundenpick 2021 gegen Wide Receiver Demaryius Thomas.
4. ↑  Pick 186: New England Patriots → New York Jets (VD): Die Patriots tauschten ihren Sechstrundenpick 2021 und zwei Viertrundenpicks 2020 gegen den Drittrundenpick 2020 der Jets.
5. ↑  Pick 188: Houston Texans → New England Patriots (VD): siehe Runde 4: Texans → Patriots
6. ↑  Pick 191: Denver Broncos → Carolina Panthers (VD): Die Broncos tauschten ihren Sechstrundenpick 2021 gegen Quarterback Teddy Bridgewater.
7. ↑  Pick 191: Carolina Panthers → Philadelphia Eagles (D): siehe Pick 70: Eagles → Panthers
8. ↑  Pick 192: Detroit Lions → Dallas Cowboys (VD): Die Lions tauschten ihren Sechstrundenpick 2021, welcher ein Fünftrundenpick werden könnte, gegen Defensive End Everson Griffen.
9. ↑  Pick 195: Dallas Cowboys → New England Patriots (VD): Die Cowboys tauschten ihren Sechstrundenpick 2021 gegen Defensive End Michael Bennett.
10. ↑  Pick 195: New England Patriots → Houston Texans (VD): siehe Runde 4: Texans → Patriots
11. ↑  Pick 200: Las Vegas Raiders → New York Jets (D): siehe Pick 143: Jets → Raiders
12. ↑  Pick 201: Arizona Cardinals → New York Giants (VD): Die Cardinals tauschten ihren Sechstrundenpick 2021 gegen Linebacker Markus Golden.
13. ↑  Pick 202: Houston Texans → Miami Dolphins (VD): siehe Runde 1: Texans → Dolphins
14. ↑  Pick 202: Houston Texans → Cincinnati Bengals (VD): Die Texans tauschten ihren Sechstrundenpick 2021, ursprünglich von den Dolphins, gegen Quarterback Ryan Finley und den Siebtrundenpick 2021 der Bengals.
15. ↑  Pick 203: Washington Football Team → Las Vegas Raiders (VD): Das Football Team tauschte ihren Sechstrundenpick 2021 gegen den Siebtrundenpick 2021 der Raiders und Offensive Tackle David Sharpe.
16. ↑  Pick 203: Las Vegas Raiders → Miami Dolphins (VD): siehe Runde 4: Dolphins → Raiders
17. ↑  Pick 203: Miami Dolphins → Houston Texans (VD): Die Dolphins tauschten ihren Sechstrundenpick 2021 und Defensive End Shaw Lawson gegen den Siebtrundenpick 2021 der Texans sowie Linebacker Benardrick McKinney.
18. ↑  Pick 203: Houston Texans → Buffalo Bills (D): siehe Pick 174: Bills → Texans
19. ↑  Pick 204: Chicago Bears → Carolina Panthers (D): siehe Pick 39: Panthers → Broncos
20. ↑  Pick 206: Indianapolis Colts → New Orleans Saints (D): Die Colts gaben den Pick 206 ab und erhielten dafür die Picks 218 und 229.
21. ↑  Pick 207: Pittsburgh Steelers → Miami Dolphins (VD): Die Steelers tauschten ihren Sechstrundenpick 2021, Erst- und Fünftrundenpick 2020 gegen Safety Minkah Fitzpatrick, den Siebtrundenpick 2021 und den Viertrundenpick 2020 der Dolphins.
22. ↑  Pick 207: Miami Dolphins → Kansas City Chiefs (VD): Die Dolphins tauschten ihren Sechstrundenpick 2021 gegen Runningback DeAndre Washington und den Siebtrundenpick 2021 der Chiefs.
23. ↑  Pick 207: Kansas City Chiefs → New York Jets (D): siehe Pick 162: Jets → Chiefs
24. ↑  Pick 208: Seattle Seahawks → Miami Dolphins (VD): Die Seahawks tauschten ihren Sechstrundenpick 2021 gegen den Siebtrundenpick 2020 der Dolphins.
25. ↑  Pick 208: Miami Dolphins → Chicago Bears (VD): Die Dolphins tauschten ihren Sechstrundenpick 2021 gegen Tight End Adam Shaheen.
26. ↑  Pick 208: Chicago Bears → Seattle Seahawks (D): Die Bears gaben den Pick 208 ab und erhielten dafür die Picks 217 und 250.
27. ↑  Pick 209: Los Angeles Rams → Jacksonville Jaguars (D): siehe Pick 121: Rams → Jaguars
28. ↑  Pick 160: Baltimore Ravens → Arizona Cardinals (D): siehe Pick 136: Ravens → Cardinals
29. ↑  Pick 212: New Orleans Saints → Houston Texans (VD): Die Saints tauschten ihren Sechstrundenpick 2021 gegen den Siebtrundenpick 2020 der Texans.
30. ↑  Pick 215: Kansas City Chiefs → Tennessee Titans (VD): Die Chiefs tauschten ihren Sechstrundenpick 2021 gegen den Siebtrundenpick 2020 der Titans.
31. ↑  Pick 216: Tampa Bay Buccaneers → Pittsburgh Steelers (VD): Die Buccaneers tauschten ihren Sechstrundenpick 2021 gegen Offensive Tackle Jerald Hawkins und den Siebtrundenpick 2021 der Steelers.
32. ↑  Pick 217: Tampa Bay Buccaneers → Seattle Seahawks (D): siehe Pick 129: Seahawks → Buccaneers
33. ↑  Pick 217: Seattle Seahawks → Chicago Bears (D): siehe Pick 208: Bears → Seahawks
34. ↑  Pick 218: New Orleans Saints → Indianapolis Colts (D): siehe Pick 206: Colts → Saints
35. ↑  Pick 219: Atlanta Falcons → Denver Broncos (D): siehe Pick 35: Falcons → Broncos
36. ↑  Pick 223: Minnesota Vikings → Arizona Cardinals (VD): Die Vikings tauschten ihren Sechstrundenpick 2021 gegen Center Mason Cole.
37. ↑  Pick 225: Philadelphia Eagles → Washington Football Team (D): Die Eagles gaben die Picks 225 und 240 ab und erhielten dafür einen Fünftrundenpick 2022.
38. ↑  Pick 226: Carolina Panthers → New York Jets (VD): Die Panthers tauschten ihren Sechstrundenpick 2021, Zweit- und Viertrundenpick 2022 gegen Quarterback Sam Darnold.
39. ↑  Pick 226: Kansas City Chiefs → New York Jets (D): siehe Pick 162: Jets → Chiefs

### Runde 7
1. ↑  Pick 229: Jacksonville Jaguars → New Orleans Saints (VD): Die Jaguars tauschten ihren Siebtrundenpick gegen Defensive Tackle Malcom Brown.
2. ↑  Pick 229: New Orleans Saints → Indianapolis Colts (D): siehe Pick 206: Colts → Saints
3. ↑  Pick 230: New York Jets → San Francisco 49ers (VD): Die Jets tauschten ihren Siebtrundenpick 2021 und Outside Linebacker Jordan Willis gegen den Sechstrundenpick 2022 der 49ers.
4. ↑  Pick 230: San Francisco 49ers → Las Vegas Raiders (D): siehe Pick 43: 49ers → Raiders
5. ↑  Pick 231: Houston Texans → Miami Dolphins (VD): siehe Runde 6: Dolphins → Texans
6. ↑  Pick 232: Atlanta Falcons → Miami Dolphins (VD): Die Falcons tauschten ihren Siebtrundenpick 2021 gegen Defensive End Charles Harris.
7. ↑  Pick 232: Miami Dolphins → Tennessee Titans (VD): Die Dolphins tauschten ihren Siebtrundenpick 2021, ursprünglich von den Falcons, gegen Offensive Tackle Isaiah Wilson und den Siebtrundenpick 2022 der Titans.
8. ↑  Pick 232: Tennessee Titans → Carolina Panthers (D): siehe Pick 109: Panthers → Titans
9. ↑  Pick 233: Cincinnati Bengals → Houston Texans (VD): siehe Runde 6: Texans → Bengals
10. ↑  Pick 233: Houston Texans → Los Angeles Rams (D): siehe Pick 170: Rams → Texans
11. ↑  Pick 235: Detroit Lions → Seattle Seahawks: Die Lions tauschten ihren Siebtrundenpick 2021 und Safety Quandre Diggs gegen den Fünftrundenpick 2020 der Seahawks.
12. ↑  Pick 235: Seattle Seahawks → Cincinnati Bengals (VD): Die Seahawks tauschten ihren Siebtrundenpick 2021, ursprünglich von den Lions, und Center B. J. Finney gegen Defensive End Carlos Dunlap.
13. ↑  Pick 236: Carolina Panthers → Buffalo Bills (VD): Die Panthers tauschten ihren Siebtrundenpick 2021 gegen Offensive Tackle Marshall Newhouse.
14. ↑  Pick 239: New York Giants → Denver Broncos (VD): Die Giants tauschten ihren Siebtrundenpick 2021 gegen Cornerback Isaac Yiadom.
15. ↑  Pick 240: San Francisco 49ers → Philadelphia Eagles (VD): Die 49ers tauschten ihren Siebtrundenpick 2021, Sechstrundenpick 2020 und Wide Receiver Marquise Goodwin gegen den Sechstrundenpick 2020 der Eagles und das Recht, Goodwin nach der Saison 2020 zu den 49ers zurückzukehren lassen. Die Eagles taten dies und erhielten dafür den Siebtrundenpick der 49ers.
16. ↑  Pick 240: Philadelphia Eagles → Washington Football Team (D): siehe Pick 225: Eagles → Football Team
17. ↑  Pick 244: Las Vegas Raiders → Washington Football Team (VD): siehe Runde 6: Football Team → Raiders
18. ↑  Pick 244: Washington Football Team → Miami Dolphins (VD): Das Football Team tauschte ihren Siebtrundenpick 2021, ursprünglich von den Raiders, gegen Guard Ereck Flowers und den Siebtrundenpick 2021 der Dolphins.
19. ↑  Pick 245: Miami Dolphins → Pittsburgh Steelers (VD): siehe Runde 6: Steelers → Dolphins
20. ↑  Pick 247: Chicago Bears → Las Vegas Raiders (VD): Die Bears tauschten ihren Siebtrundenpick 2021 gegen Kicker Eddy Piñeiro.
21. ↑  Pick 247: Las Vegas Raiders → Arizona Cardinals (VD): siehe Runde 3: Cardinals → Raiders
22. ↑  Pick 249: Tennessee Titans → Jacksonville Jaguars (VD): siehe Runde 6: Jaguars → Titans
23. ↑  Pick 249: Jacksonville Jaguars → Los Angeles Rams (D): siehe Pick 121: Rams → Jaguars
24. ↑  Pick 250: Seattle Seahawks → Chicago Bears (D): siehe Pick 208: Bears → Seahawks
25. ↑  Pick 251: Pittsburgh Steelers → Tampa Bay Buccaneers (VD): siehe Runde 6: Buccaneers → Steelers
26. ↑  Pick 253: Cleveland Browns → Denver Broncos (VD): Die Browns tauschten ihren Siebtrundenpick 2021 gegen Fullback Andy Janovich.
27. ↑  Pick 254: Baltimore Ravens → Pittsburgh Steelers (VD): siehe Runde 5: Steelers → Ravens
28. ↑  Pick 257: Buffalo Bills → Cleveland Browns (VD): Die Bills tauschten ihren Siebtrundenpick 2021 und Guard Wyatt Teller gegen den Fünft- und Sechstrundenpick 2020 der Browns.
29. ↑  Pick 257: Cleveland Browns → Detroit Lions (D): siehe Pick 113: Cleveland Browns → Detroit Lions
30. ↑  Pick 258: Kansas City Chiefs → Miami Dolphins (VD): siehe Runde 6: Dolphins → Chiefs
31. ↑  Pick 258: Miami Dolphins → Washington Football Team (VD): siehe Runde 7: Football Team → Dolphins

## 2020 Resolution JC-2A Picks
Im November 2020 wurde von der NFL beschlossen, dass Teams für die Ausbildung von zukünftigen Head Coaches oder General Managern, die einer Minderheit angehören, mit einem Draftpick belohnt werden. Diese Picks sind am Ende der dritten Runde nach den normalen Compensatory Picks und haben keinen Einfluss auf die Anzahl der Compensatory Picks. Im Draft 2021 wurden vier Teams mit einem Draftpick belohnt.
1. ↑  Die San Francisco 49ers bekamen jeweils einen Drittrundenpick im Draft 2021 und 2022, da ihr Defensive Coordinator Robert Saleh von den New York Jets als Head Coach sowie einen Drittrundenpick im Draft 2023, da ihr Vice President of Player Personnel Martin Mayhew als General Manager vom Washington Football Team eingestellt wurde.
2. ↑  Die Los Angeles Rams bekamen jeweils einen Drittrundenpick im Draft 2021 und 2022, da ihr Director of College Scouting Brad Holmes von den Detroit Lions als General Manager eingestellt wurde.
3. ↑  Die Baltimore Ravens bekamen jeweils einen Drittrundenpick im Draft 2021 und 2022, da ihr Assistant Head Coach und Passing Game Coordinator David Culley von den Houston Texans als Head Coach eingestellt wurde.
4. ↑  Die New Orleans Saints bekamen jeweils einen Drittrundenpick im Draft 2021 und 2022, da ihr Director of Pro Scouting Terry Fontenot von den Atlanta Falcons als General Manager eingestellt wurde.

## Aberkannte Picks
1. ↑  Die New England Patriots bekamen ihren Drittrundenpick (wäre Pick 77 gewesen) aufgrund von illegalem Filmen der eigenen TV-Crew beim Spiel der Cincinnati Bengals und Cleveland Browns im Dezember 2019 aberkannt.
2. ↑  Die Minnesota Vikings bekamen ihren Siebtrundenpick 2021 (wäre Pick 242 gewesen) aufgrund eines Verstoßes gegen den Salary Cap bei einem Spieler aus dem Practice Squad im Jahr 2019 aberkannt.